# Lijst van rijksmonumenten in Utrecht (stad)/Breedstraat
De stad Utrecht telt in totaal 1.402 inschrijvingen in het rijksmonumentenregister. De Breedstraat in het centrum telt 11 rijksmonumenten. Hieronder een overzicht.
| Object                                                                                                   | Oorspronkelijke functie? | Bouwjaar                 | Architect | Locatie           | Coördinaten?                | Nr.?   | Afbeelding        |
| --- | ------------------------ | ------------------------ | --------- | ----------------- | --------------------------- | ------ | ----------------- |
| Pand met gevel met rechte kroonlijst op gladde consoles                                                  | Woonhuis, Studentenhuis  | 1643                     |           | Breedstraat 1     | 52° 5' 42" NB, 5° 7' 7" OL  | 36031  | Meer afbeeldingen |
| Pand met lijstgevel                                                                                      | Woonhuis                 | begin 19e eeuw           |           | Breedstraat 3     | 52° 5' 42" NB, 5° 7' 8" OL  | 36032  | Meer afbeeldingen |
| Pand met zeer rijk gesneden kroonlijst                                                                   | Woonhuis                 | 18e eeuw                 |           | Breedstraat 4     | 52° 5' 42" NB, 5° 7' 6" OL  | 36033  | Meer afbeeldingen |
| Eenvoudig huis bestaande uit twee bouwlagen, een kelder en mansardekap met de nok loodrecht op de straat | Werk-woonhuis            | vroeg 19e eeuw           |           | Breedstraat 5     | 52° 5' 42" NB, 5° 7' 8" OL  | 450364 | Meer afbeeldingen |
| Huis, bestaande uit twee bouwlagen met de kap loodrecht op de straat                                     | Werk-woonhuis            | middeleeuwen             |           | Breedstraat 9     | 52° 5' 42" NB, 5° 7' 8" OL  | 450406 | Meer afbeeldingen |
| Pand, onderkelderd, en met verdieping en kapverdieping onder zadeldak                                    | Werk-woonhuis            | 17e eeuw (oorsprong)     |           | Breedstraat 10    | 52° 5' 42" NB, 5° 7' 7" OL  | 46942  | Meer afbeeldingen |
| Huis met de Koppen                                                                                       | Woonhuis                 | 19e eeuw (aanzien)       |           | Breedstraat 58    | 52° 5' 43" NB, 5° 7' 10" OL | 36034  | Meer afbeeldingen |
| Pand met gepleisterde lijstgevel met rechte kroonlijst welke door gesneden koppen gedragen wordt         | Woonhuis                 | 19e eeuw (aanzien)       |           | Breedstraat 60-70 | 52° 5' 43" NB, 5° 7' 10" OL | 36035  | Meer afbeeldingen |
| Pand met gepleisterde lijstgevel met rechte kroonlijst welke door gesneden koppen gedragen wordt         | Woonhuis                 | 19e eeuw (aanzien)       |           | Breedstraat 72    |                             | 36036  | Meer afbeeldingen |
| Pand bestaande uit twee bouwlagen met kap loodrecht op de straat                                         | Werk-woonhuis            | middeleeuwen (oorsprong) |           | Breedstraat 33    | 52° 5' 43" NB, 5° 7' 13" OL | 450407 | Meer afbeeldingen |
| 'Het huis met het ijzeren hek'                                                                           | Woonhuis                 | ca. 1700                 |           | Breedstraat 76    | 52° 5' 44" NB, 5° 7' 11" OL | 36037  | Meer afbeeldingen |